# محمد ديابي
محمد ديابي (بالفرنسية: Mohamed Diaby) هو لاعب كرة قدم فرنسي في مركز الوسط، ولد في 3 سبتمبر 1996 في غراس في فرنسا. لعب مع نادي باسوش دي فيريرا.

## وصلات خارجية
- محمد ديابي على موقع قاعدة بيانات كرة القدم.إي يو (الإنجليزية)
- محمد ديابي على موقع Soccerway.com (الإنجليزية)